# William de Angelis
William de Angelis (Rimini, 1981. június 20. –) San Marino-i motorversenyző, legutóbb a MotoGP 125 köbcentiméteres géposztályának tagja. Testvére, Alex szintén motorversenyző.
A sorozatban 1999-ben mutatkozhatott be, egészen 2001-ig szerepelt benne. A 3 év alatt összesen 5 pontot szerzett.

## Külső hivatkozások
- Profilja a Rai Sport oldalán
- Profilja a MotoGP hivatalos weboldalán[halott link]